# Castelo de Penela
O Castelo de Penela localiza-se na freguesia de São Miguel, Santa Eufémia e Rabaçal, na vila e município de Penela, Distrito de Coimbra, em Portugal.
Em posição dominante sobre uma colina calcária, integrava a chamada linha do Mondego, e tinha como função a de guarda avançada de Coimbra, à época da Reconquista. Juntamente com o Castelo de Montemor-o-Velho, constituem o testemunho mais expressivo de seu tipo, do período, na região. De seus muros descortina-se uma bela vista da povoação, e ao longe, a Leste, da serra da Lousã.
Encontra-se classificado como Monumento Nacional desde 1910.

## Toponímia
A origem da sua toponímia é controversa, atribuída por alguns autores a primitivos povos celtas. Uma tradição local refere que, quando da conquista por D. Afonso Henriques (1112-1185), ao penetrar na povoação por meio de um estratagema, o soberano teria incitado os assaltantes exclamando: Coragem! Já estamos com o pé nela!. Parece mais correto, entretanto, compreender Penela como um diminuitivo de penha, local eleito para a primitiva fortificação.

## História

### Antecedentes
Acredita-se que a primitiva ocupação da região remonte a povos pré-romanos, especulando-se que a primitiva fortificação do local remonte a uma torre militar romana, com a função de vigia daquele trecho da vizinha estrada que unia Mérida a Conímbriga e a Braga. Embora não existam testemunhos materiais que permitam corroborar essa hipótese, também permanece no plano das conjecturas uma possível fortificação do local à época da Invasão muçulmana da Península Ibérica.

### O castelo medieval

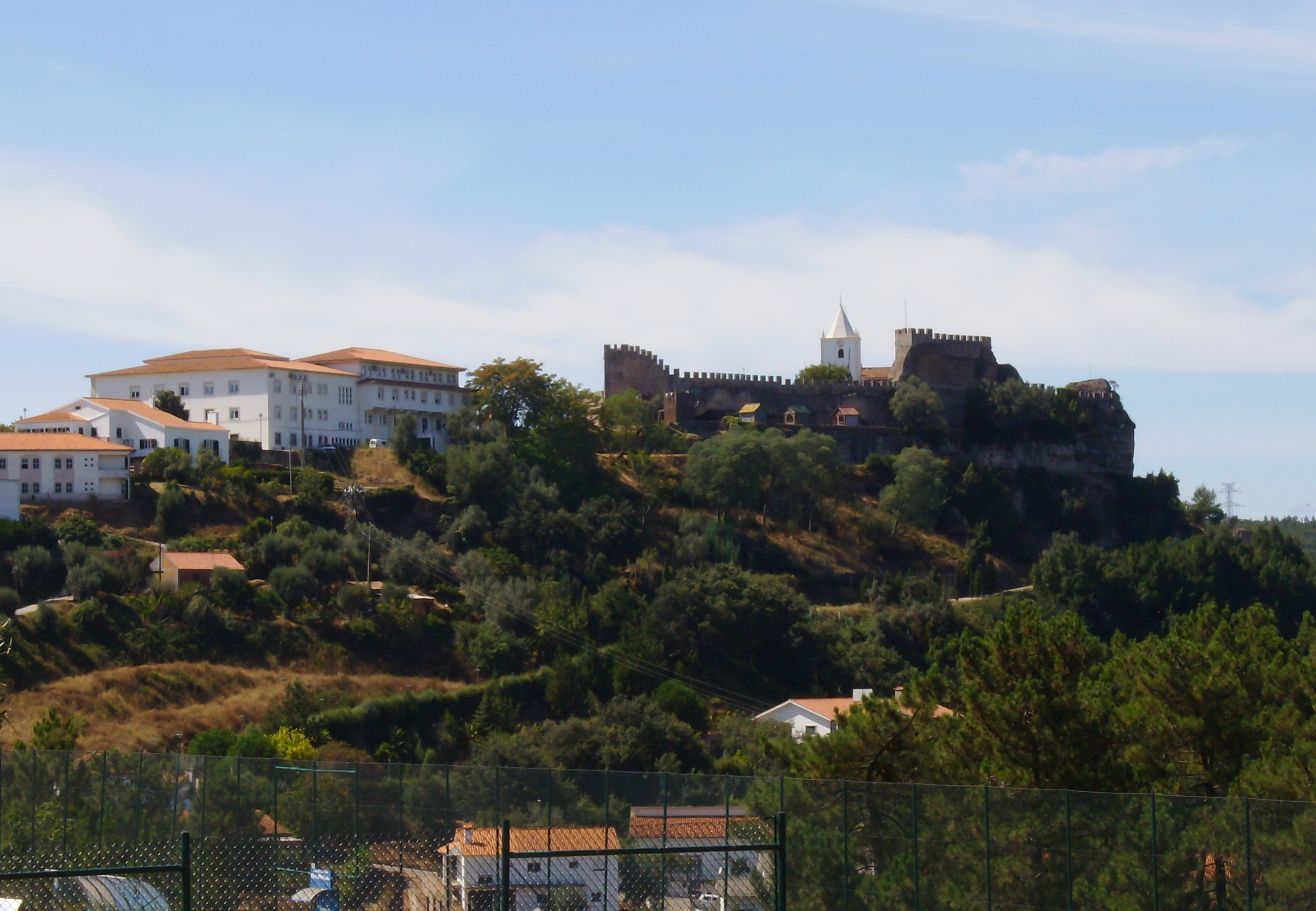
Castelo de Penela: panorâmica.

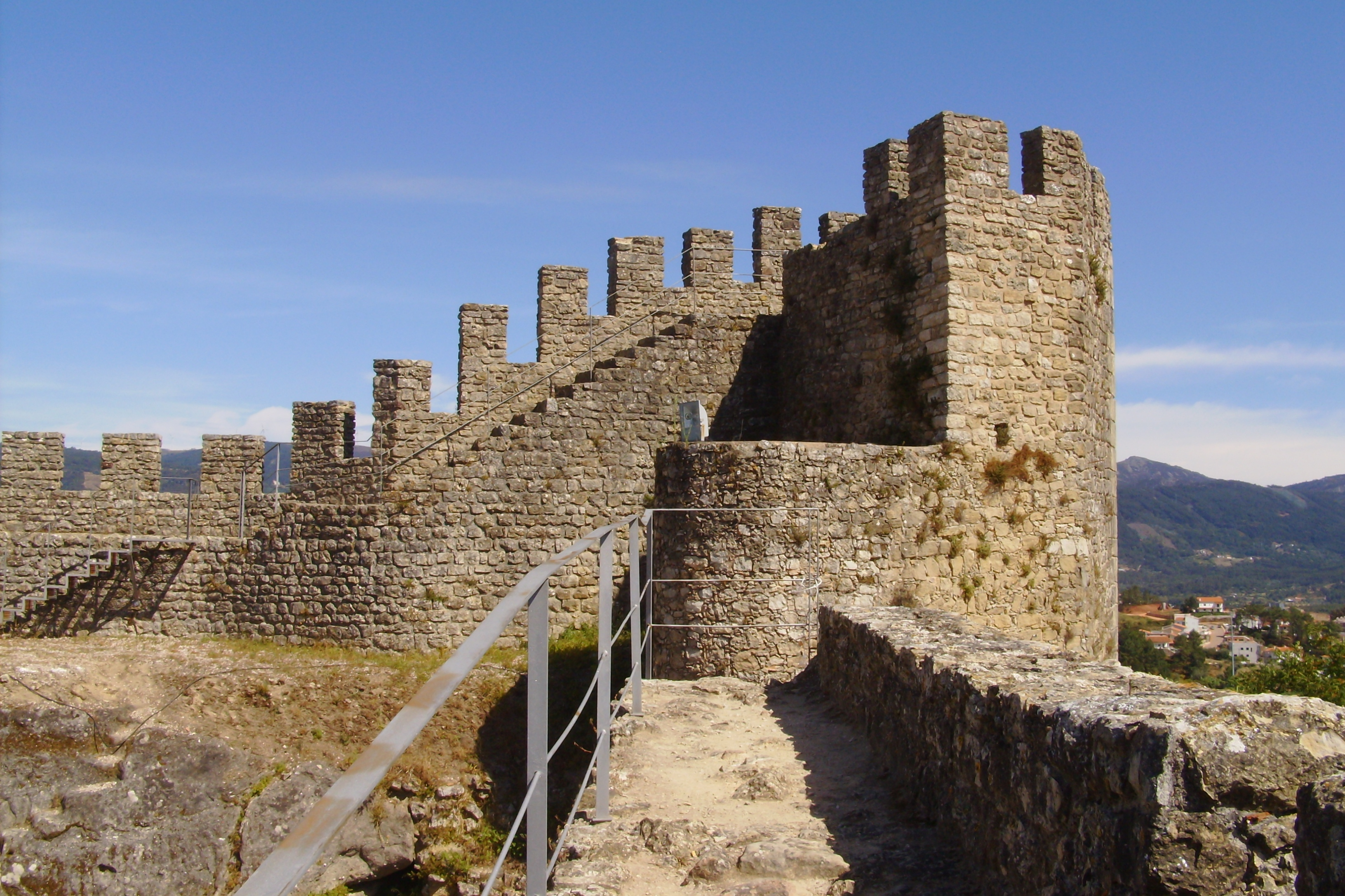
Castelo de Penela: torre que ampara a "Brecha das Desaparecidas".

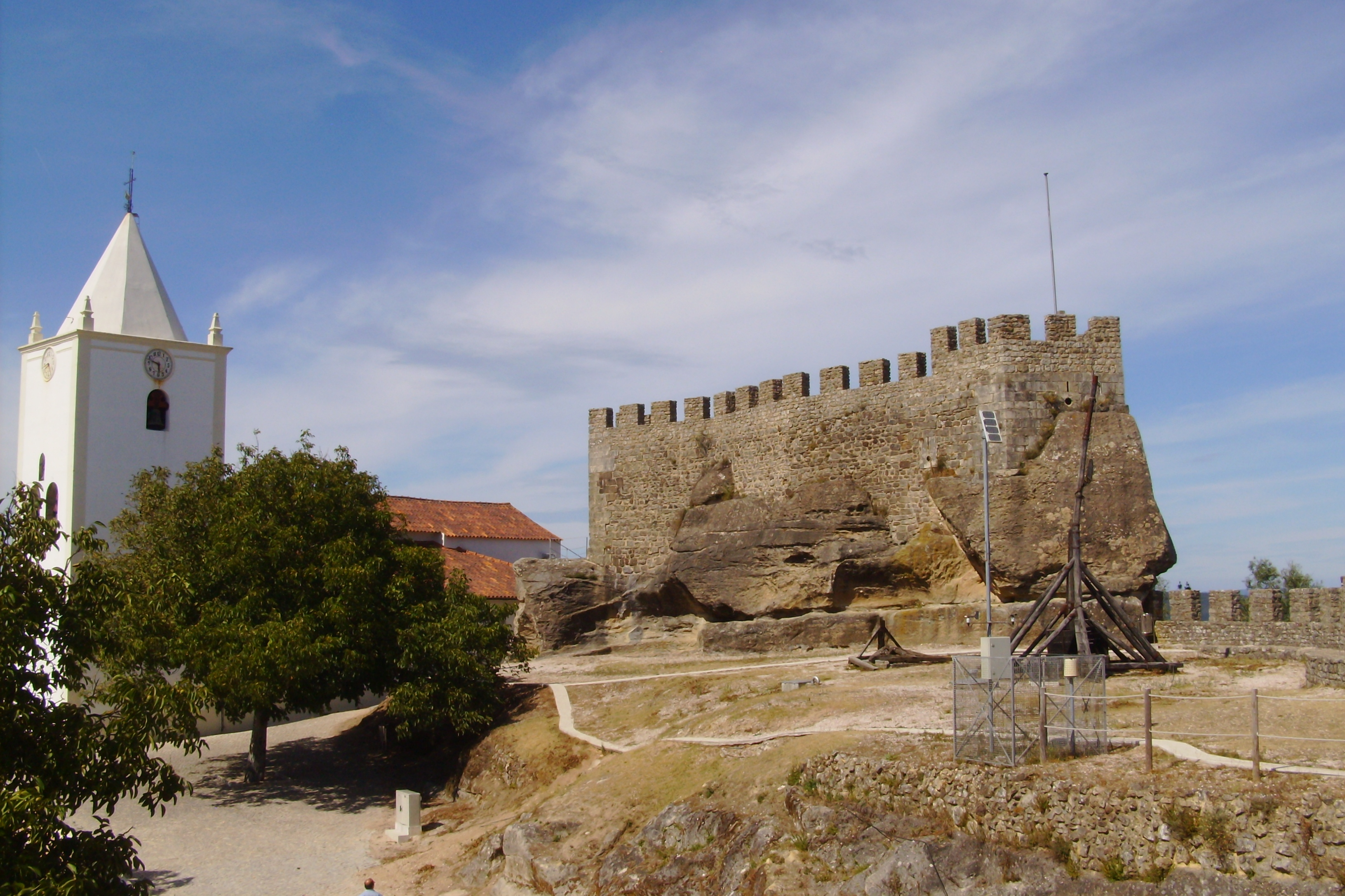
Castelo de Penela: Castelejo.

A época da Reconquista cristão da península, os domínios de Penela terão sido tomados à época da conquista de Coimbra pelas tropas de Fernando Magno em 1064. No ano seguinte, o monarca concedeu carta de povoamento a Penela, já então murada, e a mais quatro povoações da região. No testamento do conde Sesnando Davides (1087), a quem o soberano entregara a administração do condado Conimbricense, afirma-se ter sido o conde a povoar os domínios do Castelo de Penela ("(...) meditatem illis castellis quae ego populavi, Arauz et penella."). Acredita-se que datarão deste período as sepulturas antropomórficas no interior das muralhas, junto às escadas do castelejo.
A ofensiva muçulmana que, em vagas sucessivas (1116 e 1117), conquistou e destruiu o Castelo de Miranda do Corvo e o Castelo de Santa Eulália, causando o abandono do Castelo de Soure, integrantes da linha de defesa de Coimbra, terá ameaçado o de Penela. A perda ou abandono de sua posição explicaria a conquista que é atribuída a D. Afonso Henriques (1112-1185), em 1129, embora sem fundamentação documental. As fontes de que dispomos para o período são a Carta de Foral, outorgada pelo soberano em 1137, referindo o "castelo e seus termos", e um instrumento de doação de uma casa "dentro do castelo", com data de 1145. Tais datas colocam em questionamento a conquista de Penela pelo soberano em 1148, como pretendido pelo historiador Frei António Brandão ("Monarchia Lusitana", 1632), improvável também diante do contexto da conquista de Santarém e de Lisboa desde 1147, que empurrara a linha de defesa muçulmana para o rio Sado.
Acredita-se que date desse período uma reedificação do castelo pelo primeiro soberano, providência renovada sob os reinados de D. Sancho I (1185-1211) e de D. Dinis (1279-1325), este último responsável pela edificação da torre de menagem e da cerca da vila, que remontam ao início do século XIV. Aqui nasceu (e faleceu) o infante D. Afonso, segundo filho do soberano, que viria a reinar sob o nome de Afonso IV de Portugal (1325-1357), o que atesta a sua importância.
No contexto da crise de 1383-1385, tendo o alcaide da vila e seu castelo, o conde de Viana, tomado partido por Castela, um dia, quando saía aos campos a buscar mantimentos, foi emboscado à porta do castelo por populares. Tendo caído da montaria, um deles, que Fernão Lopes denomina como Caspirre, degolou-o. E prossegue o cronista: "os seus, quando o viram morto, fugiram todos, e os da vila tomaram logo voz por Portugal" (in Crónica de D. João I).
Posteriormente, D. Pedro, duque de Coimbra, aqui empreendeu grande campanha de obras, quando foram erguidos o paço ducal, e a Igreja de São Miguel, bem como reedificados o castelejo e a Porta da Vila. A vila ganhou ainda Carta de Feira (1433), a ser realizada anualmente no dia de São Miguel (29 de Setembro).
A vila e seu castelo foram elevados em 1465 a condado, vindo D. Afonso Vasconcelos e Meneses a ser o 1° conde de Penela. Posteriormente, os domínios da vila passariam para a Casa de Aveiro.
Sob o reinado de D. Manuel I (1495-1521), o soberano outorgou-lhe o Foral Novo (1 de Junho de 1514), período em que são promovidas novas obras de reparo em suas defesas. Datará deste período a adaptação das muralhas à pirobalística.

### Do terramoto de 1755 aos nossos dias

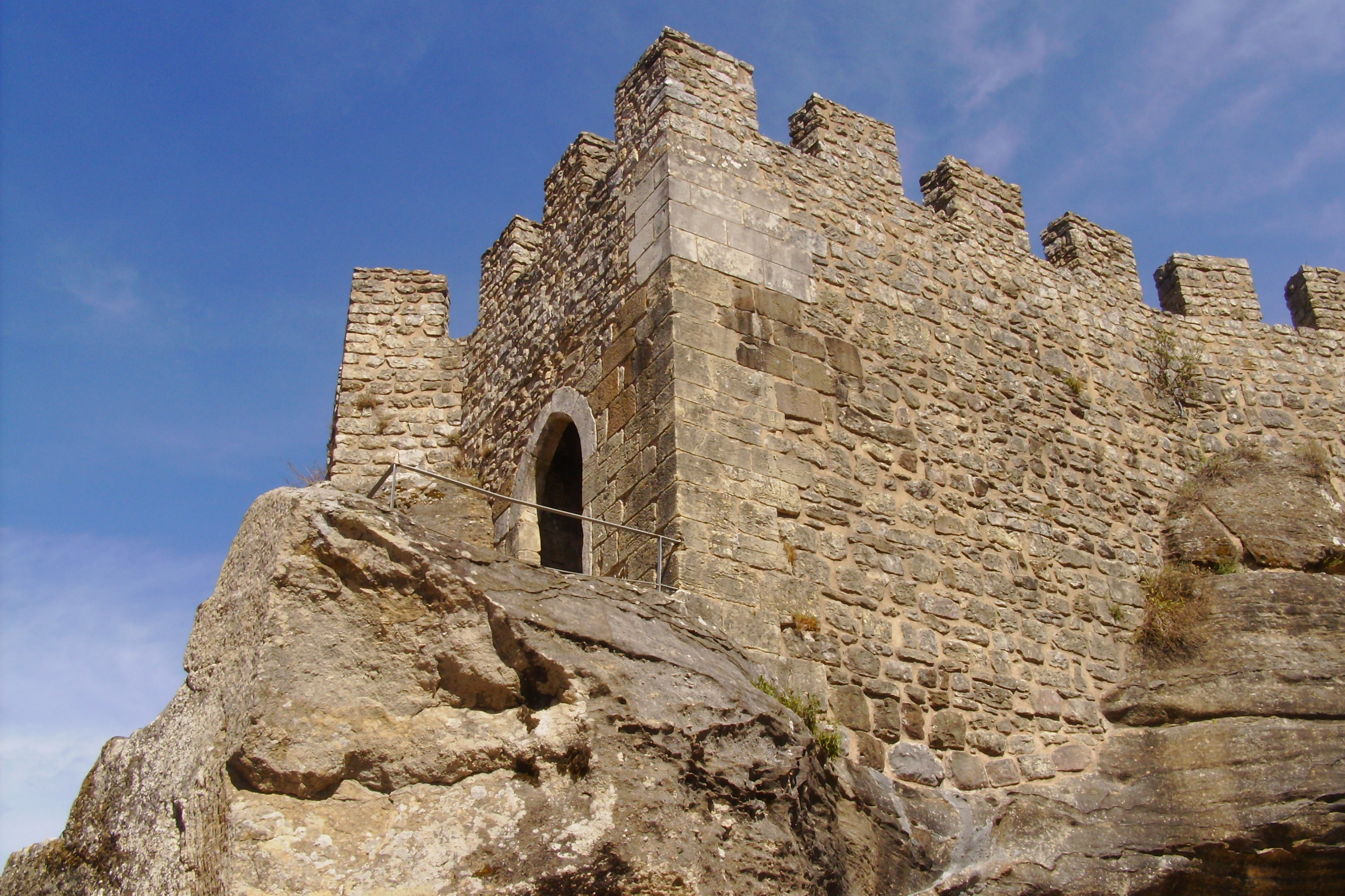
Castelo de Penela: Castelejo.

O castelo alcançou o século XVIII tendo perdido a sua função estratégico-defensiva. O terramoto de 1755 causou a queda da Torre de Menagem (Torre do Relógio) bem como a de uma das portas da cerca. Para a reconstrução da torre, em 1760, foi sacrificada a pedra da terceira porta do castelo. Nesse mesmo século, D. José (1750-1777) extinguiu a Casa de Aveiro, até então senhora dos domínios da povoação e seu castelo.
A antiga fortificação chegou ao século XX em estado de abandono e ruína. A intervenção do poder público só se fez sentir, entretanto, a partir da década de 1940, quando se iniciaram diversas campanhas de intervenção de consolidação e restauro, assim como de reconstrução, a cargo da Direcção-Geral dos Edifícios e Monumentos Nacionais. Desse modo, as muralhas e as ameias foram refeitas, de acordo com os remanescentes, e desmanteladas as casas entretanto adossadas às muralhas. A torre sineira, de construção setecentista, foi apeada.
A partir de 1992, e já a cargo do Instituto Português do Património Arquitectónico, procedeu-se à pavimentação dos acessos e da circulação interior do castelo, à limpeza, recuperação e consolidação das muralhas, e a beneficiação do caminho de ronda com a colocação de passadiços que permitem o percurso pedonal na quase totalidade do perímetro.
A ocupação desta fortificação resume-se na atualidade à Igreja de São Miguel e à casa paroquial/espaço museológico.

## Características

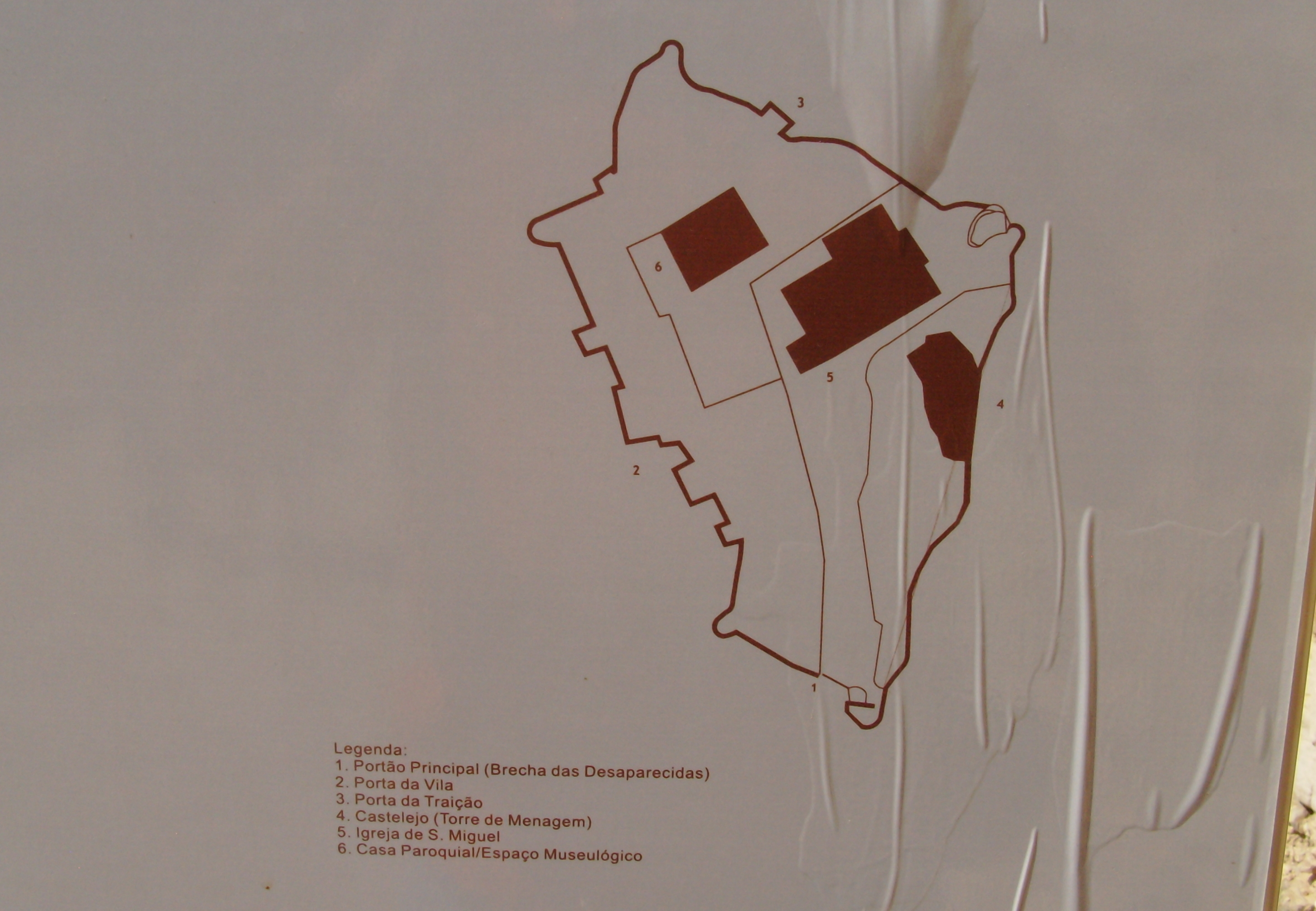
Castelo de Penela: planta.

Castelo de montanha, em aparelho de pedra de granito, ocupa uma área aproximada de meio hectare. Apresenta planta com o formato poligonal irregular, orgânica (adaptada ao terreno, com o aproveitamento do escarpado natural), disposta num eixo Norte-Sul, com elementos dos estilos românico, gótico e manuelino. Os panos de muralha têm alturas que varia entre os 7 e os 19 metros, e os seus trabalhos desenvolveram-se em duas etapas construtivas principais:
- o século XIV, quando foi erguido o circuito das muralhas, onde se conservam quatro das doze torres que a integravam; e
- o século XV, a que pertencem a Porta da Vila ou do Cruzeiro (a Sudoeste) e o castelejo, evolução estrutural da antiga Torre de Menagem.

Subsistem ainda a chamada Porta da Traição ou dos Campos (a Nordeste), e os vestígios da Torre de Menagem, da qual pouco mais resta que uma porta em arco pleno e duas bombardeiras. Esta torre remonta a 1300 e erguia-se no castelejo, primitivo núcleo defensivo, reedificado nos séculos XV-XVI.
Na cerca de muralhas, que envolvia a vila medieval, rasgam-se as duas portas remanescentes: a "Porta da Vila", em arco pleno, no exterior da qual, em tempo de paz, se começou a estender o arrabalde; e a "Porta da Traição", aberta nos séculos XIII-XIV. Esta apresenta uma dupla abertura em cotovelo integrada numa torre quadrangular, testemunhando a permanência da tradição muçulmana na arquitetura militar portuguesa em fins da Idade Média. Reza a lenda local que, ao tempo da Reconquista, D. Afonso Henriques conseguiu tomar o castelo de emboscada, penetrando por esta porta, aberta pelos defensores para dar de beber ao gado. Esta saída permite contornar o castelo pelo estreito caminho de ronda entre as muralhas e o despenhadeiro de 90 metros, num percurso de onde se desfruta da ampla paisagem envolvente. Por fim, a chamada "Brecha das Desaparecidas" constitui hoje a entrada mais franca na fortificação. Aqui se abria a terceira porta, virada a sul, guardada pela torre quinária, e que ligava o arrabalde mais directamente à igreja.
O conjunto conta ainda com uma cisterna de planta quadrangular, escavada na rocha, para a recolha e armazenamento das águas pluviais.

## A Igreja de São Miguel de Penela

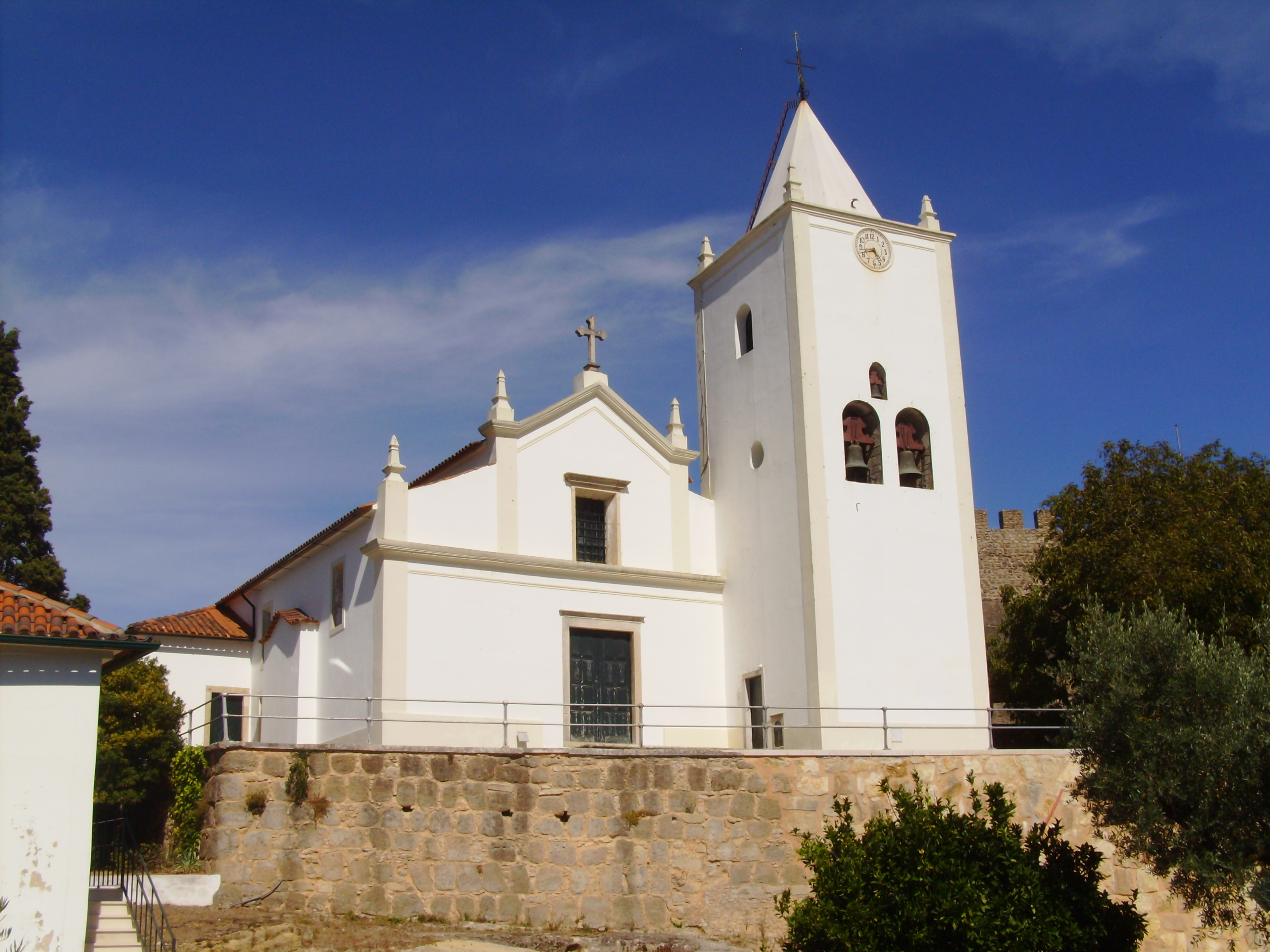
Igreja Matriz de São Miguel de Penela.

Erguida no interior do castelo, a igreja de São Miguel é a matriz de Penela.
A mais antiga referência a este templo é o foral de 1137, que refere a existência de uma igreja no interior do castelo. Este primitivo templo em estilo românico foi reedificado em 1420, por iniciativa de D. Pedro, duque de Coimbra, devoto do Arcanjo São Miguel.
A atual edificação é a resultante de uma nova reforma que data da segunda metade do século XVI. De traça simples, ao gosto da renascença coimbrã, é dividida internamente em três naves, separadas por duas arcadas sobre colunas de base octogonal e capitéis em estilo renascentista. A capela-mor conta com talha em estilo barroco, dos séculos XVII e XVIII. Lateralmente ao arco cruzeiro existem dois altares também em talha dourada, da época de D. Pedro II. No da esquerda destaca-se a imagem da Senhora com o Menino, em pedra de Ançã, de autoria do mestre João de Ruão, executada por volta de 1530. Nas laterais do templo existem duas capelas abobadadas com arcos também renascentistas.

## Galeria

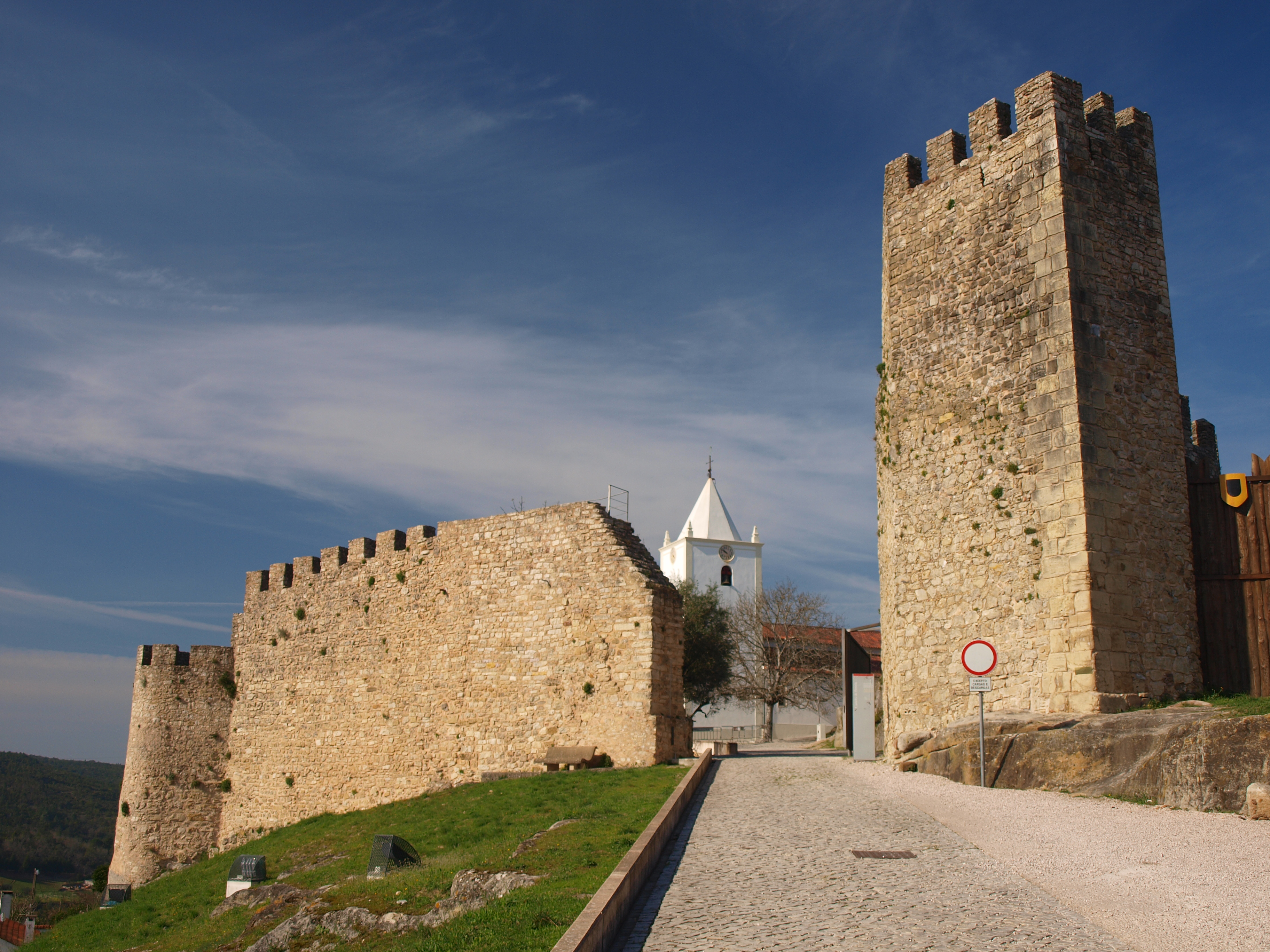
"Brecha das Desaparecidas"
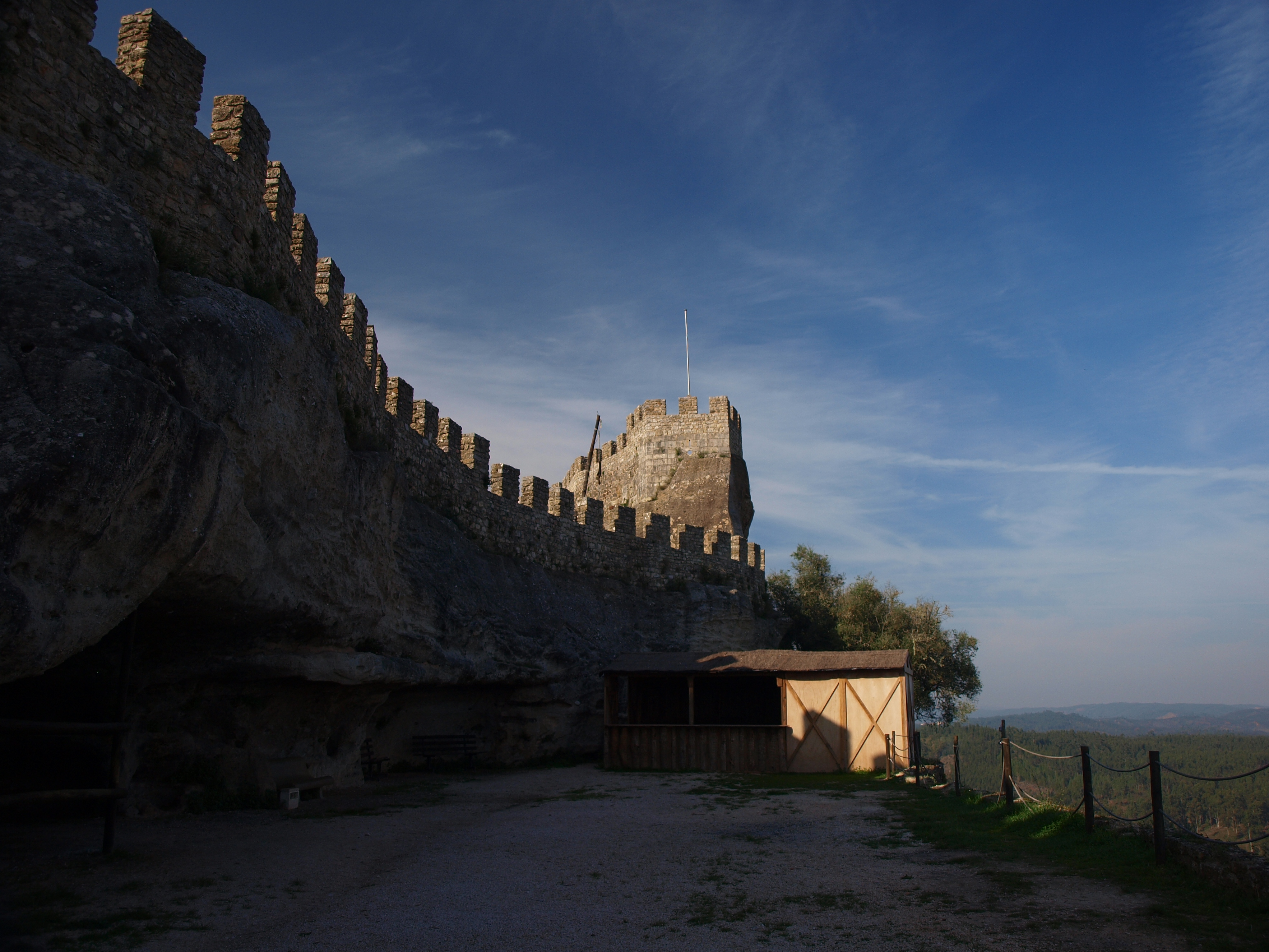
"Quintal das Lapas"
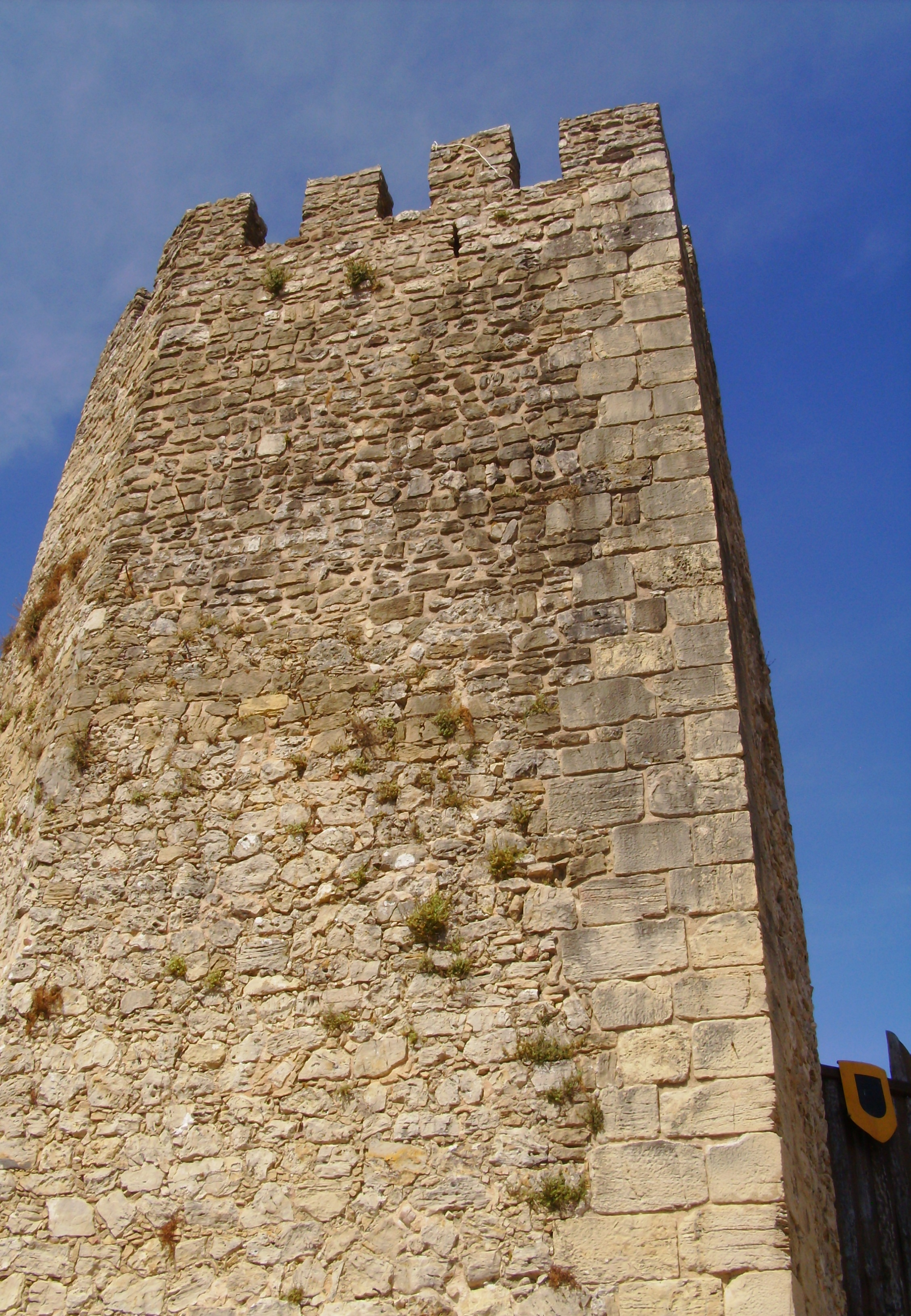
Torre (detalhe)
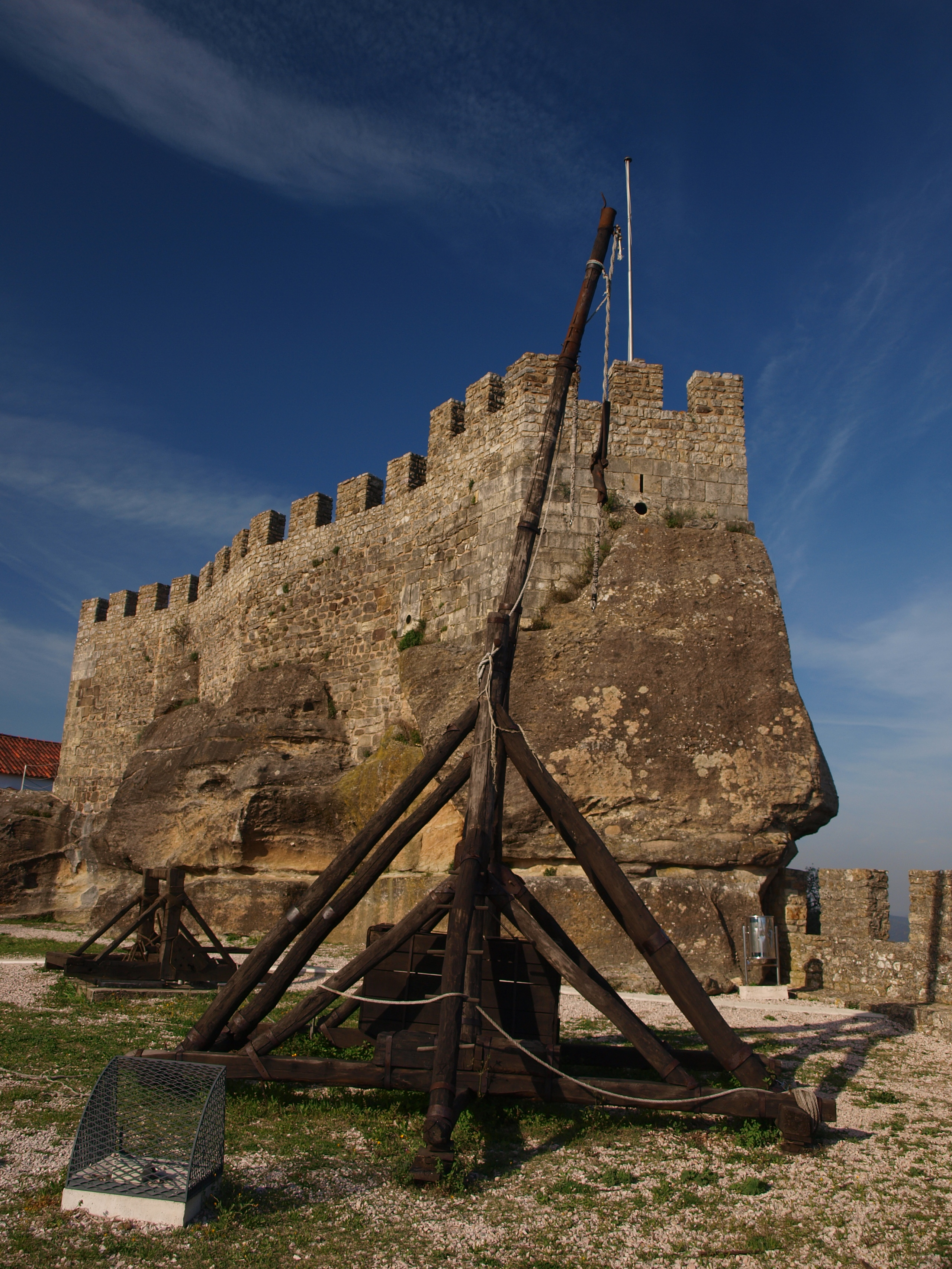
Manganela
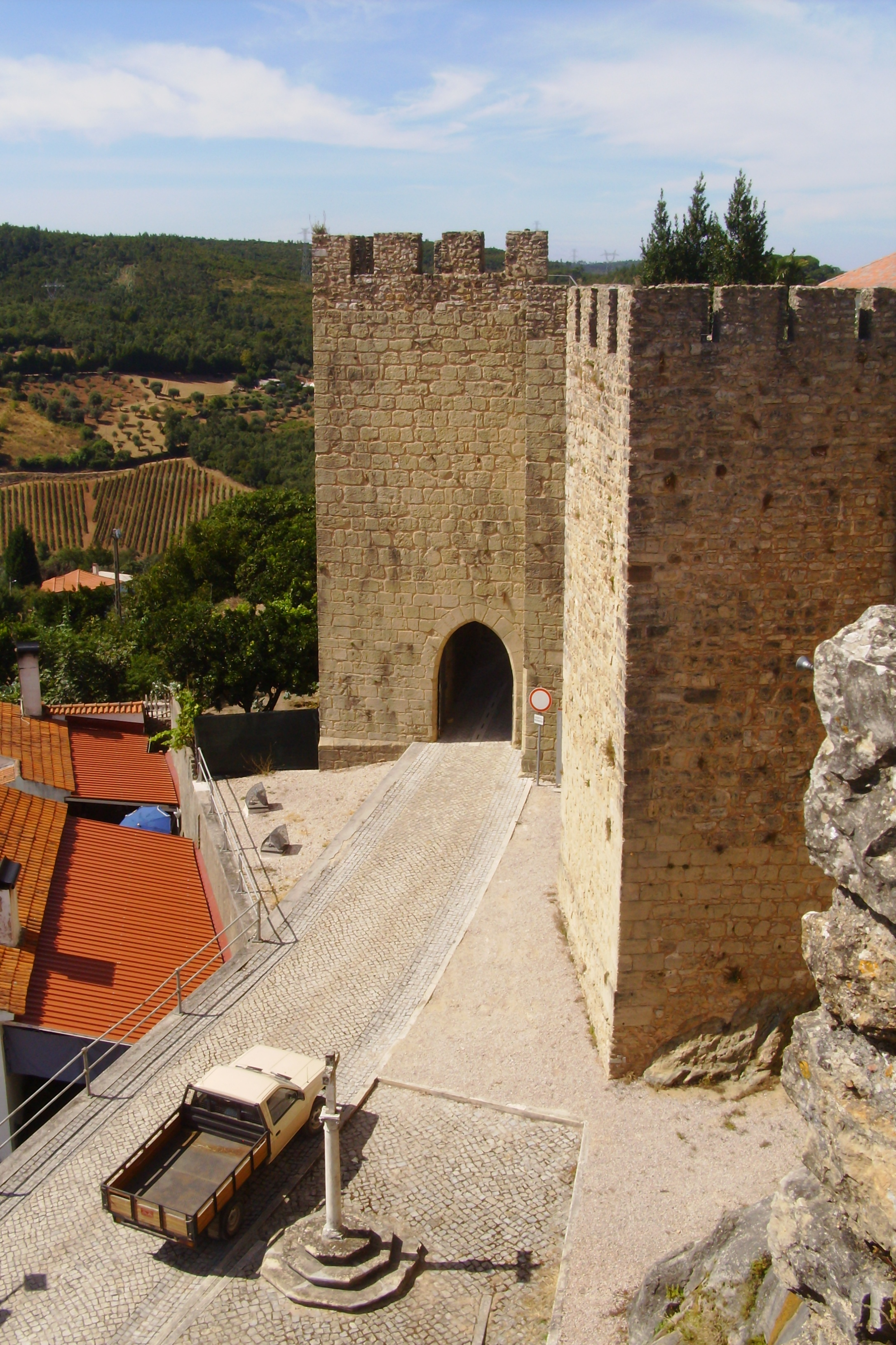
Porta da Vila e pelourinho
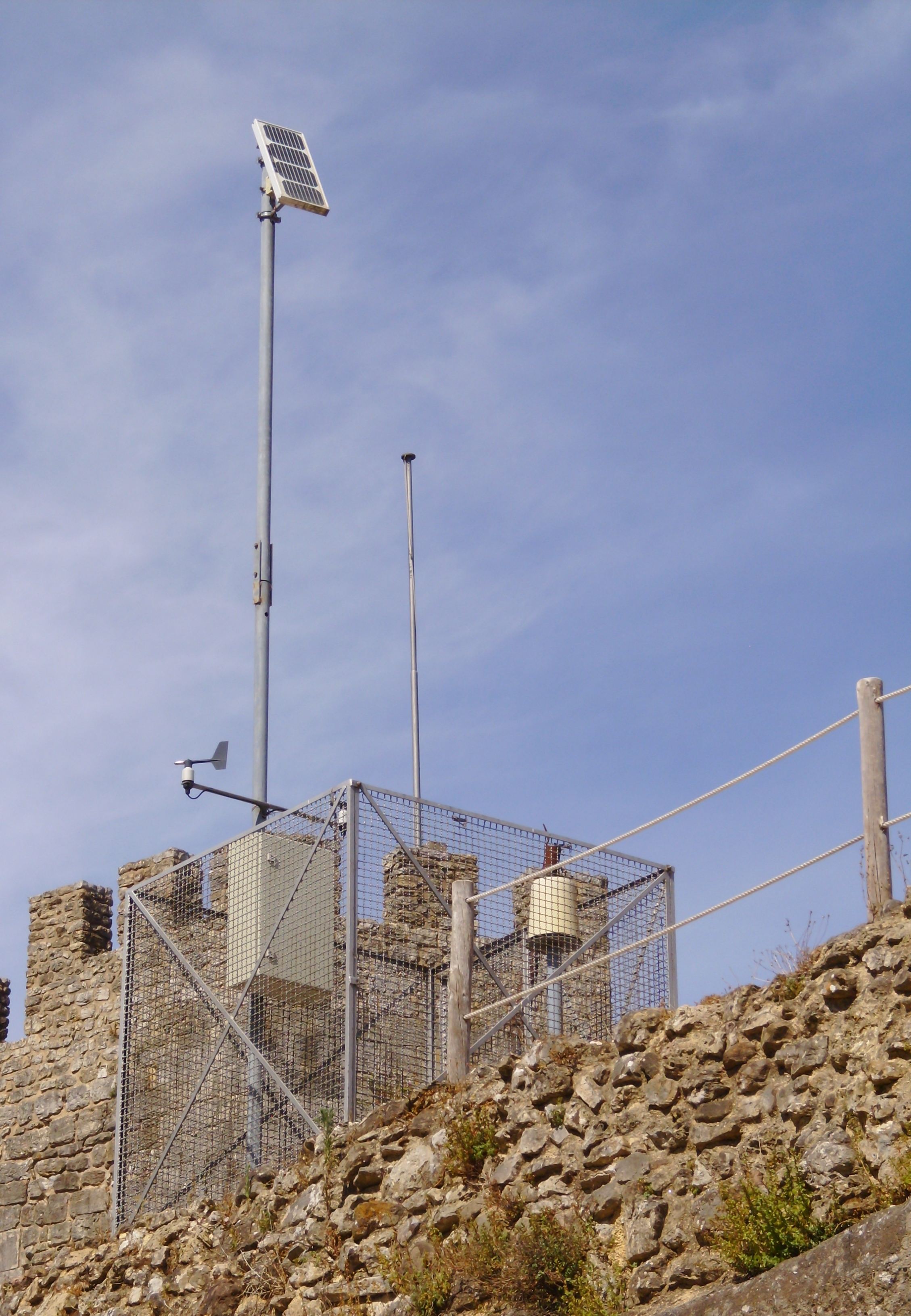
Estação meteorológica